# إدموندو نوفوا
إدموندو بازيلو نوفوا دي ماريا (14 يونيو 1887 – 6 يوليو 1981) كان دبلوماسيًا ولاعب كرة قدم أوروغوياني-إسباني، لعب كمدافع لفريق ريال مدريد في إسبانيا ناسيونال مونتيفيديو في الأوروغواي. في عام 1911، شارك في مباراة واحدة كلاعب وسط مع منتخب الأوروغواي لكرة القدم. عمل لاحقًا كوكيل قنصلي لأوروغواي في إسبانيا، واستخدم منصبه لإنقاذ آلاف الأشخاص من قمع فرانكو.

## الحياة المبكرة
وُلد إدموندو نوفوا في 14 يونيو 1887 في دورازنو، الأوروغواي، وهو ابن إدموندو نوفوا كوتو وجوستينا دي ماريا، وكلاهما من بونتيفيدرا. قضى معظم شبابه متنقلاً بين غاليسيا ووطنه حتى استقر في نهاية المطاف في سالسيدو.

## مسيرة اللعب

### نادي بونتيفيدرا
في شبابه، كان نوفوا من محبي عدة رياضات، منها الإبحار والمبارزة والرماية، إلى جانب كرة القدم، التي كان من أبرز داعميها في المدينة. في عام 1905، شارك في تأسيس نادي بونتيفيدرا الرياضي، أول نادٍ يمارس كرة القدم في مدينة بونتيفيدرا. في العام التالي، وصفته صحيفة محلية بأنه لاعب “ممتاز” يتمتع بأسلوب “أنيق”، وأشادوا بمهارته وبراعته في كرة القدم، حتى أن المشاهدين الإنجليز اعتبروه “من أفضل اللاعبين". خاض الفريق عدة مباريات ودية ضد فرق قريبة مثل فورتانا فيغو سيلتا فيغو، وأيضًا ضد فرق من مناطق أبعد مثل مارين وفياغارثيا دي أروسا، بالإضافة إلى المباريات الودية، خاض الفريق مباريات رسمية؛ ففي عام 1907 ساعد نوفوا فريق بونتيفيدرا على الفوز بـكأس كومبوستيلا بعد تغلبهم 2–0 على سيلتا فيغو.

### ريال مدريد
استجابةً لدعوة من ريال مدريد، توجه نوفوا وزميله سيبرانو برادا إلى العاصمة لتعزيز الفريق في بطولة كأس الملك لعام 1908 في أبريل، إلا أنهما وصلا قبل الموعد بشهر في مارس، حينما كان النادي لا يزال يشارك في بطولة منطقة مدريد. شارك نوفوا في أول مباراة له مع ريال مدريد في 19 مارس، حيث ساعد فريقه على الفوز 3–0 على أتلتيكو مدريد؛ لا توجد سجلات للمباراتين التاليتين في البطولة ضد إسبانيول، لكن من المحتمل أنه شارك في المباراتين، إذ فاز ريال مدريد باللقب وتأهل إلى كأس الملك . في 12 أبريل، شارك نوفوا وبرادا كأساسيين في نهائي كاأس الملك 1908 ضد سيلتا فيغو، وساعدا فريقهما على الفوز 2–1.في النهائي، شكّل نوفوا شراكة دفاعية قوية مع قائد الفريق خوسيه بيراوندو، حيث ذكرت صحيفة محلية أن دفاع بيرراوندو ونوفوا تصدّى لأداء سيلتا فيغو بسهولة . شارك نوفوا في مباراتين فقط مع مدريد مع توثيقهما.

### غاليسيا
في العام التالي، شارك نوفوا مجددًا في كأس الملك، لكن هذه المرة مع فريق يُعرف باسم غاليسيا إف سي، الذي خرج من نصف النهائي أمام البطل في نهاية المطاف، نادي كلوب سيكليستا في فبراير 1909، كان نوفوا عضوًا في إحدى أولى تشكيلات المنتخب الإسباني لكرة القدم التي ضمت أفضل لاعبي أندية شمال إسبانيا، خاصة أندية إيرون وفورتونا فيغو وبونتيفيدرا، والتي واجهت فريقًا من أفضل لاعبي جنوب فرنسا في ملعب بون جومو بمدينة تولوز.

### المنتخب الوطني
في عام 1910، استغل نوفوا إحدى زياراته المتكررة إلى الأوروغواي، حيث كان يقيم والده، فانضم إلى صفوف نادي نادي ناسيونال، ولعب معهم لأربعة أشهر، مسجلاً هدفين في تسع مباريات، شملت بطولة الدوري الأوروغوياني لكرة القدم، وكوبا دي أونور، وكأس أرتيغاس. في إحدى المرات، اضطر نوفوا للعب كـحارس مرمى لفترة وجيزة بعد أن تسببت تسديدة عنيفة في كسر إصبع الخنصر لديه، مما أدى إلى بتره لاحقًا. أدّى نوفوا مع نادي ناسيونال، ولاحقًا مع بريستول, أداءً لافتًا جذب انتباه الجهاز الفني للمنتخب الأوروغوياني، الذي ضمه للمشاركة في مباراة كوبا دي أونور (الأرجنتين) ضد منتخب الأرجنتين لكرة القدم في بوينس آيرس، حيث شارك كأساسي إلى جانب لاعبين مثل أنخيل رومانو وخوسيه بينديبيني في خسارة 0–2 .

### نشاطات ما بعد الاعتزال
في تلك الفترة، أبدى نادي مانشستر يونايتد اهتمامًا بالتعاقد معه، لكنه رفض العرض لعدم رغبته في الانتقال والعيش في إنجلترا.  بحلول منتصف عشرينيات القرن العشرين، بدأ نوفوا يبتعد تدريجيًا عن كرة القدم، وكان يشارك أحيانًا في مباريات ودية أو مباريات تكريمية.

## المسيرة الدبلوماسية
بعد اعتزاله كرة القدم، تحول نوفوا إلى مجال تربية الدواجن، حيث امتلك واحدة من أكبر مزارع بونتيفيدرا، المسماة “لاس غاليرياز”، التي كان يبيع فيها البيض والطيور للتكاثر ترك نوفوا هذا العمل في عام 1925 بعد تعيينه قنصلًا للأوروغواي في فيلاجارسيا دي أروسا. كما شغل نوفوا لفترة وجيزة منصب قنصل الأرجنتين بعد وفاة ممثلها الرسمي.
عند بداية الحرب الأهلية الإسبانية وسيطرة الفاشيين على غاليسيا (إسبانيا), فرّ كثير من الأوروغوايانيون والأرجنتينيون من المنطقة، فبدأ نوفوا يلعب دورًا إنسانيًا أكثر منه دبلوماسيًا، مستخدمًا القنصلية ومنزله لحماية العديد من الأشخاص من قمع النظام ال فرانكوي. وبفضل صلاحيات منصبه، تمكن من إصدار وثائق وتصاريح مرور آمنة لآلاف الأرجنتينيين والأوروغوايانيين، وحتى الإسبان المعارضين للنظام. كما استخدم سيارته المعنونة بالعلم الدبلوماسي لنقل الناس عبر الحدود البرتغالية، ورتب وثائق أخرى لنقل بعضهم عبر السفن إلى أمريكا.
عندما اكتشف النظام الفرانكوي نشاطات نوفوا، اعتُبر عدواً وفُقدت حصانته الدبلوماسية، مما جعله معرضًا لخطر الاعتقال أو القتل. فانتقل مع عائلته إلى بورتو (البرتغال), حيث واصل جهوده لمساعدة المضطهدين على عبور الحدود. في عام 1943، نُظّم تكريم لنوفوا في مونتفيديو بحضور العديد من الأوروغوايانيين والأرجنتينيين الذين غادروا إسبانيا بفضله.بعد طرده من إسبانيا، أصبح نوفوا قنصلًا لأوروغواي في بورتو (البرتغال)، ولاحقًا في فيلادلفيا.

## الحياة الشخصية
في سبتمبر 1914، تزوج نوفوا من ميرسيدس غارسيا سوليس، ابنة أكويلينو غارسيا، عمدة بونتيفيدرا، أنجبا ثمانية أبناء، وُلد معظمهم في غاليسيا, ومن بينهم الرسام والنحات ليوبولدو نوفوا.حفيده، جوزيف نوفوا، هو مخرج أفلام فنزويلي-أوروغوياني، وقد كان فيلمه عام 1994 “سيساريو” من الأفلام المرشحة لجائزة غويا لأفضل فيلم أجنبي باللغة الإسبانية عام 1995.

## الحياة اللاحقة والوفاة
إلى جانب حبه لـكرة القدم، كان نوفوا مولعًا بـالصيد، حيث حصل على لقب بطل الرماية الإيبرو-أمريكية عام 1968 في المكسيك. توفي في مدريد في 6 يوليو 1981 عن عمر يناهز 94 عامًا.

## الألقاب
ريال مدريد
- بطولة المنطقة الوسطى:
  - البطل (1): 1907–08

- كأس الملك:
  - البطل (1): 1908